# Armando Calderón Sol
Armando Calderón Sol (San Salvador, 24 giugno 1948 – Houston, 9 ottobre 2017) è stato un politico salvadoregno.
È stato presidente di El Salvador dal giugno 1994 al giugno 1999 come esponente del partito conservatore ARENA.